# Моргаушское сельское поселение
Морга́ушское се́льское поселе́ние (чув. Муркаш ял тӑрӑхӗ) — муниципальное образование в Моргаушском районе Чувашии Российской Федерации.
Административный центр — село Моргауши.

## История
Статус и границы сельского поселения установлены Законом Чувашской Республики от 24 ноября 2004 года № 37 «Об установлении границ муниципальных образований Чувашской Республики и наделении их статусом городского, сельского поселения, муниципального района и городского округа».

## Население
| 2010  | 2012  | 2013  | 2014  | 2015  | 2016  | 2017  |
| ----- | ----- | ----- | ----- | ----- | ----- | ----- |
| 4370  | ↘4321 | ↗4346 | ↗4358 | ↗4388 | ↗4468 | ↗4527 |
| 2018  | 2019  | 2020  | 2021  |       |       |       |
| ↗4612 | ↘4577 | ↗4596 | ↗4621 |       |       |       |

## Состав сельского поселения
| № | Населённый пункт | Тип населённого пункта       | Население |
| - | ---------------- | ---------------------------- | --------- |
| 1 | Малиновка        | деревня                      | ↗123      |
| 2 | Моргауши         | село, административный центр | ↗3562     |
| 3 | Синьял-Моргауши  | деревня                      | ↗220      |
| 4 | Сюрла-Три        | деревня                      | ↗364      |
| 5 | Шептаки          | деревня                      | ↗520      |